# Centromerus laziensis
Centromerus laziensis är en spindelart som beskrevs av Hu 200. Centromerus laziensis ingår i släktet Centromerus och familjen täckvävarspindlar. Inga underarter finns listade i Catalogue of Life.